# Tourniac (Cantal)
Pour les articles homonymes, voir Tourniac.
Tourniac est une commune associée de Pleaux et une ancienne commune française, située dans le département du Cantal en région Auvergne-Rhône-Alpes.

## Géographie
Elle est une partie de Pleaux en discontinuité territoriale du reste de la commune, séparée de celle-ci par les communes de Barriac-les-Bosquets et Rilhac-Xaintrie.

## Histoire
Elle a fusionné en 1973 sous le régime de la fusion-association avec les communes de Loupiac, Pleaux et Saint-Christophe-les-Gorges. La commune avait une superficie de 16,01 km2.

## Administration

### Maires délégués
Tourniac étant une commune associée, elle dispose d'un maire délégué.
| Période                                  | Période                        | Identité           | Étiquette | Qualité |
| ---------------------------------------- | ------------------------------ | ------------------ | --------- | ------- |
| avant 2002                               | ?                              | Robert Antignac    | DVD       |         |
| mars 2014                                | En cours (au 24 novembre 2016) | Jean-Marc Antignac |           |         |
| Les données manquantes sont à compléter. |                                |                    |           |         |

### Maires
| Période                                  | Période | Identité | Étiquette | Qualité |
| ---------------------------------------- | ------- | -------- | --------- | ------- |
|                                          |         |          |           |         |
| Les données manquantes sont à compléter. |         |          |           |         |

## Démographie
| 1793 | 1800 | 1806 | 1821  | 1831 | 1836 | 1841 | 1846 | 1851 |
| ---- | ---- | ---- | ----- | ---- | ---- | ---- | ---- | ---- |
| 682  | 712  | 757  | 1 009 | 904  | 918  | 833  | 842  | 873  |

| 1856 | 1861 | 1866 | 1872 | 1876 | 1881 | 1886 | 1891 | 1896 |
| ---- | ---- | ---- | ---- | ---- | ---- | ---- | ---- | ---- |
| 800  | 800  | 813  | 732  | 760  | 753  | 785  | 710  | 659  |

| 1901 | 1906 | 1911 | 1921 | 1926 | 1931 | 1936 | 1946 | 1954 |
| ---- | ---- | ---- | ---- | ---- | ---- | ---- | ---- | ---- |
| 549  | 685  | 720  | 540  | 510  | 415  | 381  | 298  | 250  |

| 1962 | 1968 | 1975 | 1982 | 1990 | 1999 | 2007 | 2008 | 2012 |
| ---- | ---- | ---- | ---- | ---- | ---- | ---- | ---- | ---- |
| 260  | 271  | -    | -    | -    | -    | 130  | 128  | 131  |

| 2013 | - | - | - | - | - | - | - | - |
| ---- | - | - | - | - | - | - | - | - |
| 130  | - | - | - | - | - | - | - | - |

Histogramme

(élaboration graphique par Wikipédia)

## Lieux et monuments
- * L'église Saint-Victor de Tourniac[4].

## Personnalités liées à la commune
- Famille de Tournemire
- Famille de Bort